# Hencz Hilda
Hencz Hilda, névváltozata: Burcin Hilda Minodora (Pelbárthida, 1944. augusztus 11. –) romániai tanár, bibliográfus, szakíró.

## Életpályája
Aradon járt iskolába, majd 1966-ban elvégezte Bukarestben a román nyelv és irodalom szakot. Ezután kilenc évig vidéken tanított. 1972-ben Bukarestben telepedett le, ahol 1976-tól bibliográfus volt, majd 1986-tól szerkesztő a bukaresti Központi Pedagógiai Könyvtárban. 1999-ben nyugdíjba vonult.

## Munkássága
Több szakmai dolgozata jelent meg román nyelven. Román pedagógiai folyóiratok bibliográfiai indexeinek készítője (1982, 1994). 1990 után kezdett foglalkozni a bukaresti magyar művelődési élet történetével, majd a Kárpátokon kívüli magyarok múltjával és jelenével. Több román és magyar nyelvű dolgozata és könyve jelent meg ebben a témában.

### Könyvei
- Copii supradotați, 1992
- Bibliografia pedagogică retropespectivă românească (felelős szerkesztő, 1992–1999)
- Magyarok román világban. A Kárpátokon kívüli román térségben élő magyarok és a bukaresti magyar sajtó (1860–1941), Bukarest, 2009.
- Bucureștiul maghiar. Pe urmele maghiarilor din București de la începuturi până în zilele noastre, Editura Pro Universitaria, Bukarest, 1. kiadás: 2011, 2. kiadás: 2013), Online hozzáférés Archiválva 2018. augusztus 12-i dátummal a Wayback Machine-ben, magyarul: Magyar Bukarest, Magyar Napló Kiadó, 2016.
- Persona non grata sau cum am reușit să scriu istoria maghiarilor bucureșteni, Pro Universitaria, Bukarest, 2016.